# Premi speciali (Giro d'Italia)
I Premi speciali del Giro d'Italia sono riconoscimenti assegnati a corridori o squadre per meriti particolari nelle singole edizioni del Giro d'Italia. Tali premi si affiancano alle maglie rosa, ciclamino, azzurra e bianca che contraddistinguono i leader delle classifiche principali.

## Trofeo Bonacossa
Il Trofeo Bonacossa, intitolato ad Alberto Bonacossa, viene assegnato da una giuria di giornalisti per premiare la più bella impresa del Giro d'Italia.
- 1989:  Flavio Giupponi
- 1990:  Gianni Bugno
- 1991:  Franco Chioccioli
- 1992:  Miguel Indurain
- 1993:  Claudio Chiappucci
- 1994:  Marco Pantani
- 1995:  Mariano Piccoli
- 1996:  Enrico Zaina
- 1997:  Ivan Gotti
- 1998:  Marco Pantani
- 1999:  Paolo Savoldelli

- 2000:  Francesco Casagrande
- 2001:  Mario Cipollini
- 2002:  Mario Cipollini
- 2003:  Alessandro Petacchi
- 2004:  Damiano Cunego
- 2005:  Ivan Basso
- 2006:  Ivan Basso
- 2007:  Gilberto Simoni
- 2008:  Emanuele Sella
- 2009:  Carlos Sastre
- 2010:  Cadel Evans

- 2011:  Team Leopard-Trek
- 2012:  Mark Cavendish
- 2013:  Giovanni Visconti
- 2014:  Fabio Aru
- 2015:  Philippe Gilbert
- 2016:  Esteban Chaves
- 2017:  Vincenzo Nibali
- 2018:  Chris Froome
- 2019:  Giulio Ciccone
- 2020:  Filippo Ganna
- 2021:  Filippo Ganna
- 2022:  Vincenzo Nibali
- 2023:  Mark Cavendish
- 2024:  Tadej Pogačar
- 2025:  Wout Van Aert

## Trofeo Vincenzo Torriani
Il Trofeo Vincenzo Torriani, istituito nel 1996 dopo la morte dello storico organizzatore del Giro, premia il vincitore della tappa in cui si celebra la Cima Coppi.
- 1996:  Ivan Gotti
- 1997:  José Luis Rubiera
- 1998:  Giuseppe Guerini
- 1999:  Roberto Heras
- 2000:  Gilberto Simoni
- 2002:  Julio Alberto Pérez Cuapio
- 2003:  Dario Frigo
- 2004:  Damiano Cunego
- 2005:  Iván Parra
- 2006:  Ivan Basso
- 2007:  Danilo Di Luca
- 2008:  Emanuele Sella
- 2009:  Denis Men'šov

- 2010:  Johann Tschopp
- 2011:  Mikel Nieve
- 2012:  Thomas De Gendt
- 2013:  Vincenzo Nibali
- 2014:  Nairo Quintana
- 2015:  Fabio Aru
- 2016:  Vincenzo Nibali
- 2017:  Vincenzo Nibali
- 2018:  Chris Froome
- 2019:  Pello Bilbao
- 2020:  Jai Hindley
- 2021:  Egan Bernal
- 2022:  Alessandro Covi
- 2023:  Santiago Buitrago
- 2025:  Chris Harper

## Premio Fuga Pinarello
Il Premio Fuga Pinarello, nato come Premio Fuga Piaggio, viene assegnato al corridore che percorre più chilometri in fuga durante l'intera edizione della corsa; i punti sono assegnati nelle situazioni in cui la fuga principale è composta al massimo da 10 corridori, che sono in fuga da almeno 5 chilometri. Dal 2013 è dedicata alla memoria di Cesare Pinarello, scomparso il 2 agosto dell'anno precedente.
- 2002:  Mariano Piccoli
- 2003:  Constantino Zaballa
- 2004:  Daniele Righi
- 2005:  Sven Krauß
- 2006:  Christophe Edaleine
- 2007:  Mikhail Ignatiev
- 2008:  Fortunato Baliani
- 2009:  Mauro Facci
- 2010:  Jérôme Pineau
- 2011:  Yaroslav Popovych
- 2012:  Olivier Kaisen

- 2013:  Rafael Andriato
- 2014:  Andrea Fedi
- 2015:  Marco Bandiera
- 2016:  Daniel Oss
- 2017:  Pavel Brutt
- 2018:  Marco Frapporti
- 2019:  Fausto Masnada
- 2020:  Mattia Bais
- 2021:  Simon Pellaud
- 2022:  Mattia Bais
- 2023:  Thomas Champion

## Premio Azzurri d'Italia
Il Premio Azzurri d'Italia veniva assegnato dall'Associazione Nazionale Atleti Olimpici Azzurri d'Italia, di cui era presidente onorario Fiorenzo Magni vincitore di tre edizioni del Giro.
- 2001:  Mario Cipollini
- 2002:  Mario Cipollini
- 2003:  Gilberto Simoni
- 2004:  Alessandro Petacchi
- 2005:  Alessandro Petacchi
- 2006:  Ivan Basso
- 2008:  Daniele Bennati
- 2009:  Stefano Garzelli

- 2010:  Cadel Evans
- 2011:  José Rujano
- 2012:  Mark Cavendish
- 2013:  Mark Cavendish
- 2014:  Nacer Bouhanni
- 2015:  Mikel Landa
- 2016:  Michele Scarponi